# Biemnida
Biemnida (лат.) — отряд губок из класса обыкновенных губок (Demospongiae).
Представители родов Biemna и Neofibularia вызывают дерматитоподобную реакцию при контакте с обнажённой кожей.

## Описание
Гетеросклероморфные губки (Heteroscleromorpha), у которых мегасклерные стили, субтилостилусы, стронгилы, рабдостилы или оксы. Спикулы обычно окружены губчатыми волокнами. Ретикулярный или плюморетикулярный хоаносомный скелет, аксиально сжатый у прямостоячих форм. Экстрааксиальный плюмозный скелет обычно присутствует. Микросклеры представлены микроспинными сигмами/спиросигмами, токсами, микроксами, рафидами и/или комматами. Представители родов Biemna и Neofibularia вызывают дерматитоподобную реакцию при контакте с обнажённой кожей.

## Классификация
Включает более 100 видов. По состоянию на август 2023 года признаны 2 семейства. В этот порядок входят бывшие роды Desmacellidae (Biemna, Neofibularia и Sigmaxinella), объединённые в возрождённое семейство Biemnidae, а также семейство Rhabderemiidae с одним родом Rhabderemia. Группировка этих двух семейств основана на молекулярных и морфологических данных, в частности, на наличии дистально микроспинных "сигм", которые могут быть не гомологичны сигмам, встречающимся, например, у губок-Poecilosclerida. Ранее все 2 семейства включались в другие группы (разделены в 2015 году), в том числе в отряд Poecilosclerida.
- Biemnidae Hentschel, 1923
- Rhabderemiidae Topsent, 1928[7]